# Свидникский повет (Люблинское воеводство)
Свидникский повет (пол. Powiat świdnicki) — повет (район) в Польше, входит как административная единица в Люблинское воеводство. Центр повета — город Свидник. Занимает площадь 468.97 км². Население — 72 642 человека (на 31 декабря 2015 года).

## Административное деление
- города: Свидник, Пяски
- городские гмины: Свидник
- городско-сельские гмины: Гмина Пяски
- сельские гмины: Гмина Мелгев, Гмина Рыбчевице, Гмина Травники

## Демография
Население повета дано на 31 декабря 2015 года.
| Перепись            | Всего  | Мужчины | Женщины |
| ------------------- | ------ | ------- | ------- |
| Всего               | 72 642 | 34 881  | 37 761  |
| Городское население | 42 669 | 20 313  | 22 356  |
| Сельское население  | 29 973 | 14 568  | 15 405  |